# Monika Kus-Picco
Monika Kus-Picco (* 1973 in Wien) ist eine österreichische Künstlerin mit brasilianischen Wurzeln. Bekannt wurde sie durch ihre teils großformatigen Medikamentenbilder. Monika Kus-Picco lebt und arbeitet in Wien und Rio de Janeiro.

## Leben und Werk
Monika Kus-Picco wuchs mit ihrer brasilianischen Großmutter in Wien auf. 2002 entschied sie sich für ein Doppelstudium: Einerseits widmete sie sich dem Fach der Kunstgeschichte an der Universität Wien und schloss dieses 2007 bei Hans Aurenhammer ab. Ihre Diplomarbeit zu Günther Domenig wurde mit dem "Bischof Dr. Dr. Stefan Laszlo Preis" ausgezeichnet. Andererseits nahm sie ein Studium der Malerei an der Universität für Angewandte Kunst Wien bei Adolf Frohner auf. Entscheidende Impulse erhielt sie von Hermann Nitsch, bei dem sie 2006 einen Kurs in der Internationalen Sommerakademie Hortus Niger besuchte. 2018–2019 folgte ein Studienaufenthalt bei Herbert Brandl an der Kunstakademie Düsseldorf.
Das Werk von Monika Kus-Picco umfasst malerische, plastische und fotografische Arbeiten. Dabei folgt die Künstlerin einem experimentellen, forschenden Ansatz und erweitert das herkömmliche Spektrum künstlerischer Mittel um vorgefundene oder auch industriell hergestellte Materialien. Seit 2018 gilt ihr Hauptinteresse der experimentellen Malerei mit abgelaufenen pharmazeutischen Produkten. Anlass dazu gaben Reflexionen über fehlschlagende Medikationen in Gesellschaften mit einem hochentwickelten Gesundheitswesen, etwa aufgrund von unberechenbaren Nebenwirkungen oder von Medikamentenmissbrauch. Kennzeichnend für Monika Kus-Picco ist ein meditatives, prozessorientiertes Vorgehen, das im intuitiv-gestischen Zugang an die performativen Schöpfungsakte des Wiener Aktionismus erinnert. Zu Beginn steht eine Versuchsanordnung: Medikamente werden thematisch ausgewählt, sei es, weil ihre spezifische Wirkungsweise und damit ein bestimmtes Krankheitsbild im Vordergrund steht oder sei es, weil die Künstlerin eine individuelle Krankengeschichte porträtieren möchte. In verschiedenen Verfahren werden dann aus den Pharmazeutika Pigmente erzeugt, in einen löslichen Zustand versetzt, auf grundierte Leinwände gebracht und den eigenen chemischen Prozessen überlassen. Bisweilen entfalten sich dabei auch olfaktorische Wirkungen. Auf dem Boden liegend, entstehen zum Teil großformatige Gemälde, die in ihrer "allover" – Struktur Bildern des abstrakten Expressionismus ähneln. Mit ihrer Kunst hinterfragt Monika Kus-Picco den kulturell kodierten Umgang mit dem Heilsversprechen von Medikamenten und wirft einen kritischen Blick auf die Ökonomie der Pharmakonzerne. Im Frühjahr 2024 kehrte die Künstlerin nach Dona Emma, dem Herkunftsort ihrer Familie im Süden Brasiliens zurück. Während des mehrmonatigen Forschungsaufenthalt widmete sie sich eingehend Gesundheitskonzepten, Praktiken und Herstellungsweisen indigener Medizin und verarbeitete diese Erfahrungen in neuen bildnerischen, wie skulpturalen Werken.

## Sammlungen
- Albertina, Wien
- Ministerium für Integration und Frauen, Wien
- Salzburg Museum
- Museum Angerlehner, Oberösterreich
- Landessammlungen Niederösterreich
- Artothek Niederösterreich
- Galerie der Kunstakademie, Düsseldorf, Neue Sammlung
- Osthaus Museum, Hagen

## Ausstellungen
- 12. Dezember 2021 – 20. Februar 2022: „Von Andy Warhol bis Cecily Brown. Aus den Sammlungen der Albertina.“[7]
- 13. September 2020 – 21. Februar 2021: „Medikamentenbilder 2018–2020“, Museum Angerlehner, Wels[4]
- 26. Januar 2019 – 21. Februar 2019: „4x4 (troisième événement)“, Galerie RX, Paris[8]
- 23. April 2022 – 27. November 2022: Personal structures: Reflections. Venice Biennale (59th: 2022), European Cultural Centre, Palazzo Bembo[9]
- 17. Juli 2022 – 11. September 2022: Monika Kus-Picco: „Floating“. Leinwandarbeiten aus pharmazeutischen Produkten, Osthaus Museum, Hagen.[10]
- 9. Mai 2024 – 2. Juni 2024: Monika Kus-Picco: „Diversity of Medicine“, Danubiana Meulensteen Art Museum, Bratislava.
- 14. März 2025 – 14. April 2025: Monika Kus-Picco: „Imponderaveis substancias“ Palácio do Ministério Público, Porto Alegre.
- 6. Juni 2025 – 5. Oktober 2025: NordArt 2025 Kunstwerk Carlshütte, Büdelsdorf bei Hamburg.[11]
- 13. Juni 2025 – 2. August 2025: „A diversidade de cores da medicina. A arte da Monika Kus-Picco“, Centro Cultural Correios, Rio de Janeiro.
- 17. Juni 2025 – 4. Oktober 2025: „Monika Kus-Picco. The Art of Medication“, Josephinum – Medizinhistorisches Museum Wien.